# Ahmed Ezz
Ahmed Ezz (arabisch أحمد عز; * 12. Januar 1959) ist ein ägyptischer Unternehmer und Politiker. Er war bis zur Revolution 2011 Besitzer des Stahlherstellers Ezz Steel und Abgeordneter der Nationaldemokratischen Partei (NDP) in der Volksversammlung und Vorsitzender des Nationalen Budgetausschusses. Er galt als persönlicher Vertrauter des damaligen Präsidenten Husni Mubarak. Nach dessen Sturz wurde auch Ezz verhaftet. 2012 wurde er wegen Korruption zu einer langjährigen Haftstrafe verurteilt. Unter dem neuen Machthaber al-Sisi kam er 2014 auf Kaution frei.
Ende 2010 wollte Ezz 4000 Arbeiter seines Unternehmens entlassen und durch ausländische Arbeitskräfte ersetzen. Daraufhin kam es in Sues zu Unruhen.